# Mont-Blanc-Gruppe
Die Mont-Blanc-Gruppe ist eine Gebirgsgruppe der Westalpen im Dreiländereck zwischen Frankreich, Italien und der Schweiz. Mit dem Mont Blanc (4805 m) weist sie den höchsten Berg der gesamten Alpen auf.
Nachfolgend wird hauptsächlich das Mont-Blanc-Massiv beschrieben, welches den nordöstlichen und höheren Teil betrifft; den südwestlichen Teil bildet das Beaufortain-Massiv (kurz Beaufortain), in dem die Gemeinde Beaufort liegt.  

## Topographie
Die Mont-Blanc-Gruppe liegt in den Westalpen im französischen Département Haute-Savoie, der italienischen Region Aostatal und dem Schweizer Kanton Wallis. Für die Abgrenzungen der Gebirgsgruppen in den Westalpen gibt es keine verbindliche Übereinkunft, häufig wird die Mont-Blanc-Gruppe jedoch den Grajischen Alpen zugeordnet, alternativ wird sie auch als Bestandteil der Savoyer Alpen bezeichnet.
Im Westen wird das Massiv vom Val Montjoie, im Nordwesten vom Tal der Arve begrenzt. Hier liegt mit Chamonix einer der wichtigsten Talorte der Gebirgsgruppe. Nach Norden hin verläuft die Grenze über den Pass Col des Montets zum Walliser Ort Martigny, nach Nordosten und Osten hin durch das Schweizer Val Ferret und das gleichnamige Val Ferret in Italien. Südwestlich von Courmayeur wird die Mont-Blanc-Gruppe vom Val Vény begrenzt. Insgesamt umfasst sie ungefähr 645 km².
Obwohl das Massiv den höchsten Alpengipfel aufweist, überragen ansonsten nur verhältnismäßig wenige Gipfel der kleinen und kompakten Gruppe die Viertausendergrenze. Der relative Höhenunterschied zu den Tälern ist in dieser Gruppe der höchste der Alpen.

## Geologie

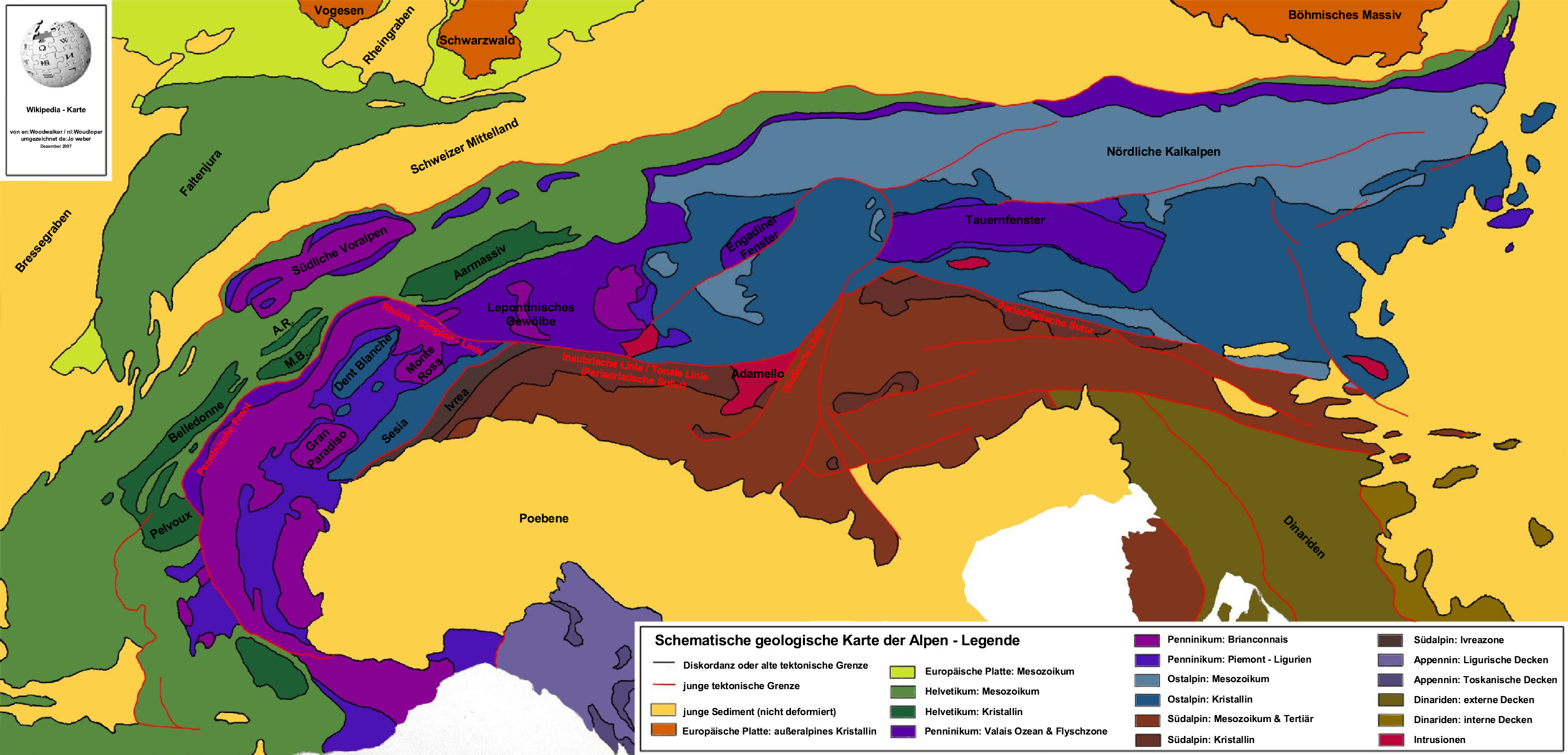
Vereinfachte geologische Karte der Alpen. Das Mont-Blanc-Massiv (M.B.) ist nur eines aus einer ganzen Reihe variszischer Grundgebirgsmassive (dunkelgrün) innerhalb der helvetischen Zone (dunklere Grüntöne).

Die südwest-nordost-streichende Mont-Blanc-Gruppe wird in geologischem Zusammenhang meist als Mont-Blanc-Massiv bezeichnet. Das Mont-Blanc-Massiv ist Teil des Helvetikums, des nördlichsten der vier geologischen Großkomplexe der Alpen. Das Massiv ist überwiegend aus variszischem kristallinen Grundgebirge („Altkristallin“) aufgebaut und umfasst zu einem geringen Teil auch dessen mesozoische Deckschichten.
In der Endphase der variszischen Gebirgsbildung sind im späten Karbon in jenem Teil der Erdkruste, der heute durch die Mont-Blanc-Gruppe repräsentiert wird, kristalline Gesteine herausgehoben und bis ins folgende Perm hinein erodiert worden. Auf diesem kristallinen Sockel, der ab der Wende vom Perm zur Trias absank und das Grundgebirge des sogenannten helvetischen Schelfs am Südrand „Ur-Europas“ bildete, lagerten sich im Verlauf des Mesozoikums und noch während des frühen Paläogens verschiedene Sedimente ab. Im Oligozän erfasste die Alpenbildung auch die heutige Mont-Blanc-Region, wobei nicht nur die Sedimentschichten, sondern auch der variszische Sockel, bestehend aus Granit und Gneisen, in die Faltungsprozesse einbezogen wurden. Das variszische Kristallin baut heute den überwiegenden Teil des Mont-Blanc-Massivs einschließlich des Mont Blanc auf, während die jüngeren Sedimentgesteine an dessen Rändern zutage treten.
Während des Quartärs war die geologische Entwicklung des Massivs vor allem durch die Tätigkeit der Gletscher der pleistozänen Kaltzeiten bestimmt.
Da die Kristallingesteine sehr erosionsresistent sind, bilden sie die Hochlagen des Mont-Blanc-Massivs. Das hierbei am häufigsten auftretende Gestein ist Biotitgranit. An der Nordwestflanke des Massivs sind auch Orthogneise, Glimmerschiefer, Amphibolite und Marmore zu finden. In Tallagen, etwa im Arvetal oder um Courmayeur, finden sich die erosionsanfälligeren, schwach- bis unmetamorphen Sedimentgesteine des Mesozoikums. Nordwestlich des Arvetals liegt das „Schwestermassiv“ des Mont-Blanc-Massivs, das Aiguilles-Rouges-Massiv, das aber hauptsächlich aus Metamorphiten und kaum aus Granit besteht.
Durch die anhaltende Hebung der Alpen wachsen die Berge der Gruppe heute noch um ca. 2 mm pro Jahr.

## Klima

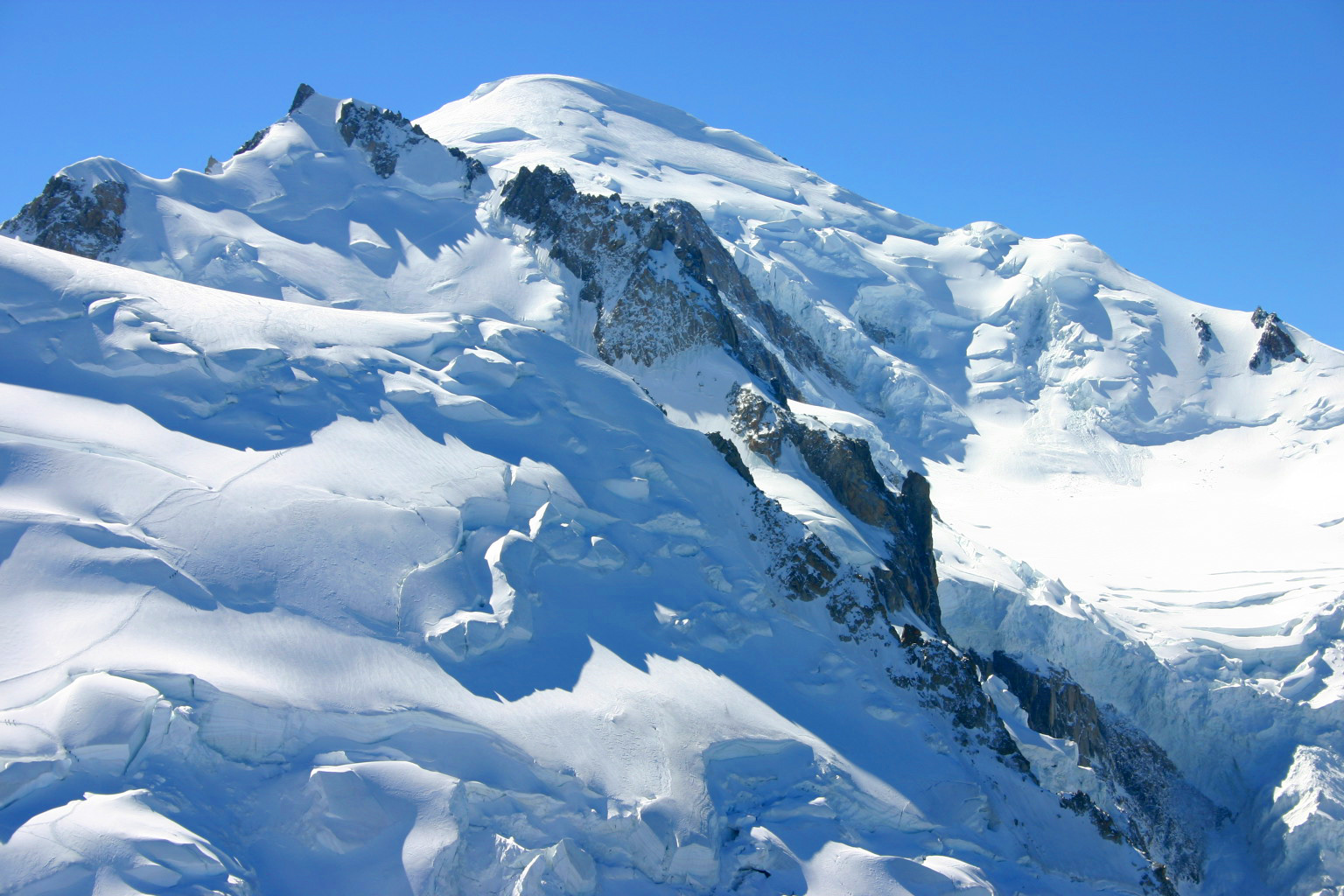
Die stark vergletscherte Nordseite des Mont Blanc

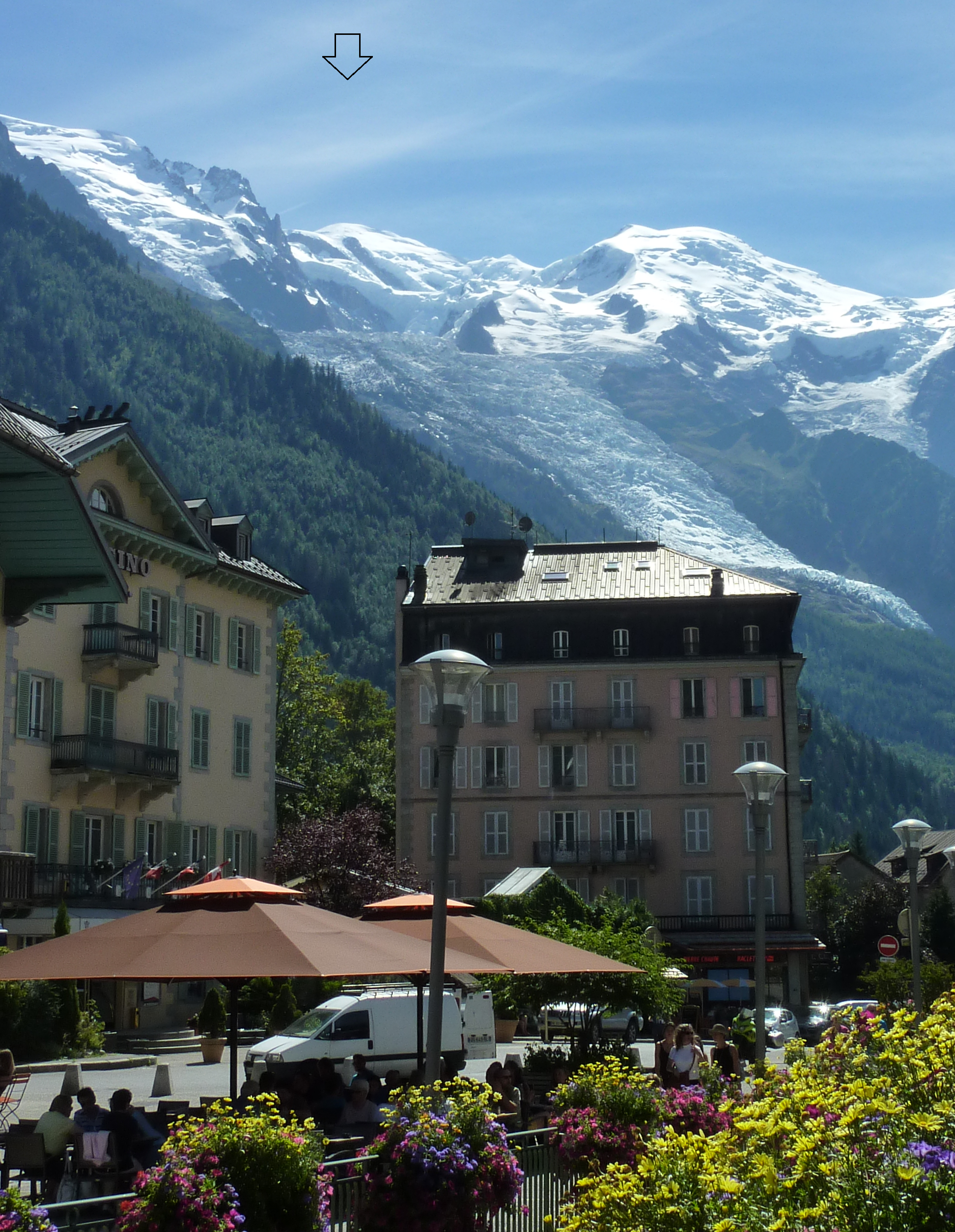
Mont-Blanc über Chamonix-Mont-Blanc

Durch ihre exponierte Lage am westlichen Ende des Alpenbogens ist die Mont-Blanc-Gruppe stark den häufigen Westströmungen ausgesetzt, gegen die die deutlich niedrigeren vorgelagerten Savoyer Voralpen kaum einen Schutz bilden. Das führt neben starkem Wind (besonders auf der Nordwestseite) auch zu häufigem Auftreten heftiger Wetterstürze. Im Falle von Föhnlagen können aber auch starke Winde von der Südseite her auftreten. Die besondere Exposition des Gebirges kann zur Folge haben, dass die höheren Gipfel des Massivs bereits in Föhnwolken gehüllt sind, in denen Schneestürme auftreten, während ringsherum noch sonniges und warmes Wetter herrscht. Diese charakteristischen Wolken werden hier wegen ihrer Form als L'âne („Der Esel“) bezeichnet. Das Wallis und das Aostatal sind von mediterranem Klima geprägt.
Die Staulagen haben große Niederschlagsmengen insbesondere an der Nordseite zur Folge, was zu einem hohen Grad an Vergletscherung führt. Ungefähr ein Drittel des gesamten Massivs ist von Eis bedeckt. Hier liegen auch besonders große Gletscher wie das Mer de Glace und mit dem Glacier des Bossons einer der tiefst gelegenen Gletscher der Alpen. Durch die große Steilheit und die hohe Fließgeschwindigkeit (bis zu 50 cm pro Tag) der Gletscher bilden sich besonders viele Spalten und Séracs.
Die Eishöhe erreichte in diesem Gebiet während der Eiszeiten bis zu 1000 Meter oberhalb der Talsohle von Chamonix, nur wenige Gipfel ragten als Nunataks aus dem Eis. Die letzten großen Eisvorstöße waren im Zuge der Kleinen Eiszeit im 16. und 17. Jahrhundert zu beobachten und mit großen Zerstörungen verbunden.
Wie nahezu alle Alpengletscher sind auch die Gletscher der Mont-Blanc-Gruppe im Rahmen der globalen Erwärmung von umfassendem Schwund betroffen; so verkürzte sich bspw. der Glacier du Trient am Nordhang zwischen 1900 und 2017 um knapp 1400 Meter. Der Glacier des Bossons erreichte zuletzt in den Jahren 1818, 1854 und 1892 das Tal. Durch den Gletscherschwund sind heute Rückgänge der Gletscherzungen um 7 bis 14 Meter jährlich zu beobachten.

## Flora und Fauna
Im milden Klima des Aostatals liegt die Waldgrenze bei etwa 2300 m, durchgehender Bewuchs in Form alpiner Matten ist bis 3400 m zu finden, bis in die Gletscherregion hinauf wächst beispielsweise der Gletscherhahnenfuß. In den Tallagen wird hier Wein angebaut, sogar Kakteen und Palmen sind zu finden. Die Nordwestseite ist von kühlerem Klima geprägt, hier liegt die Waldgrenze häufig unterhalb von 2000 Metern. Almwirtschaft ist nur in einem kleinen Teil des Gebiets möglich.
Von der Tierwelt sind besonders die wiedereingebürgerten Steinböcke und Bartgeier zu erwähnen.

## Erschließungsgeschichte
Die Erstbesteigung des Mont Blanc durch Jacques Balmat und Michel-Gabriel Paccard 1786 war ein Höhepunkt des frühen Alpinismus. Die erste Winterbegehung gelang Isabella Straton, die Ende Januar 1876 auf dem Gipfel stand.
Im 19. Jahrhundert machten sich dann besonders Michel Croz und Edward Whymper um die Erschließung der anderen Berge des Massivs verdient. Im 20. Jahrhundert wurden das Bergsteigen und der Skilauf zum Breitensport und damit zu einem wichtigen Wirtschaftsfaktor.

## Erschließung

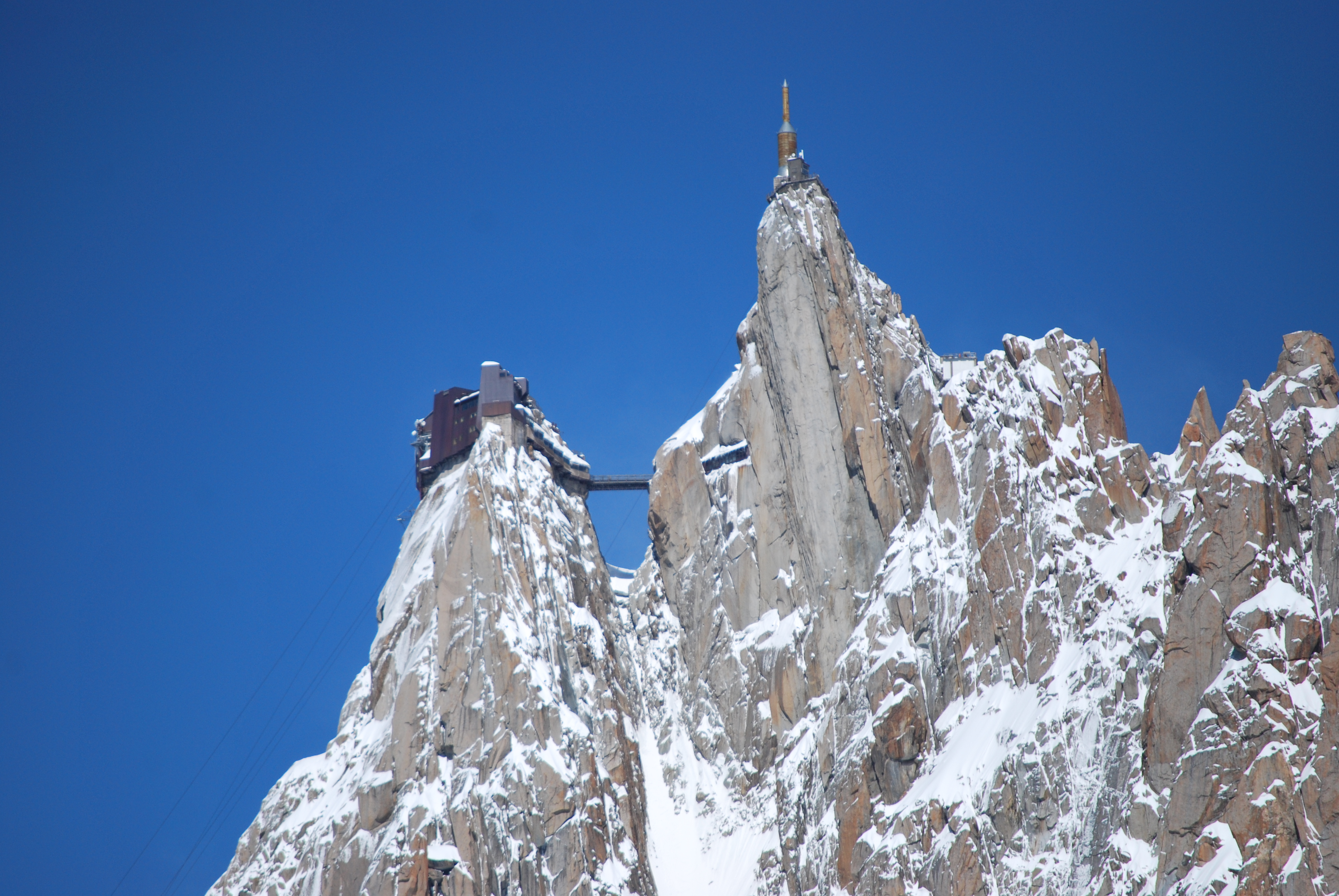
Die Télépherique de l'Aiguille du Midi ist eine der höchsten Seilbahnen der Alpen

Das Mont-Blanc-Massiv wird durch das Chamonix-Tal und das Aostatal mit Straßen erschlossen, auf italienischer Seite durch eine Autobahn (A5). Der Mont-Blanc-Tunnel verbindet die Städte Chamonix und Courmayeur.
Die bekannteste Seilbahn der Mont-Blanc-Gruppe ist die Télépherique de l'Aiguille du Midi, die von Chamonix aus auf die 3842 m hohe Aiguille du Midi führt und eine der höchsten Seilbahnen der Alpen ist. Von dort aus führt die Kleinkabinenbahn Vallée Blanche zur Pointe Helbronner (3462 m), die wiederum von Courmayeur aus per Seilbahn erreichbar ist. Somit kann das gesamte Massiv mit Hilfe von Seilbahnen überquert werden. Mehrere weitere Seilbahnen erschließen das Gebiet hauptsächlich von der französischen Seite aus. Des Weiteren führen Zahnradbahnen zu den Aussichtspunkten Montenvers und Nid d’Aigle.
In einem Tunnel unter dem Gebirge befindet sich das solcherart vor kosmischer Strahlung geschützte Mont Blanc Laboratory.

## Hütten
Das Gebiet ist mit vielen bewirtschafteten alpinen Schutzhütten der alpinen Vereine Club Alpin Français, Club Alpino Italiano und Schweizer Alpen-Club erschlossen. Bekannte Hütten sind:
- Refuge du Goûter (3817 m)
- Refuge des Cosmiques (3613 m)
- Cabane du Trient (3170 m)
- Refuge de Tête Rousse (3167 m)
- Refuge des Grands Mulets (3051 m)
- Refuge d’Argentière (2771 m)
- Refuge des Conscrits (2602 m)

Darüber hinaus gibt es mehrere Biwakschachteln und unbewirtschaftete Hütten, deren höchste das Refuge Vallot auf einer Höhe von 4362 m ist.

## Einzelgipfel des Mont-Blanc-Massivs
1. Mont Blanc/Monte Bianco (4805 m)
2. Mont Maudit (4465 m)
3. Dôme du Goûter (4304 m)
4. Mont Blanc du Tacul (4248 m)
5. Grandes Jorasses (4208 m)
6. Aiguille Verte (4122 m)

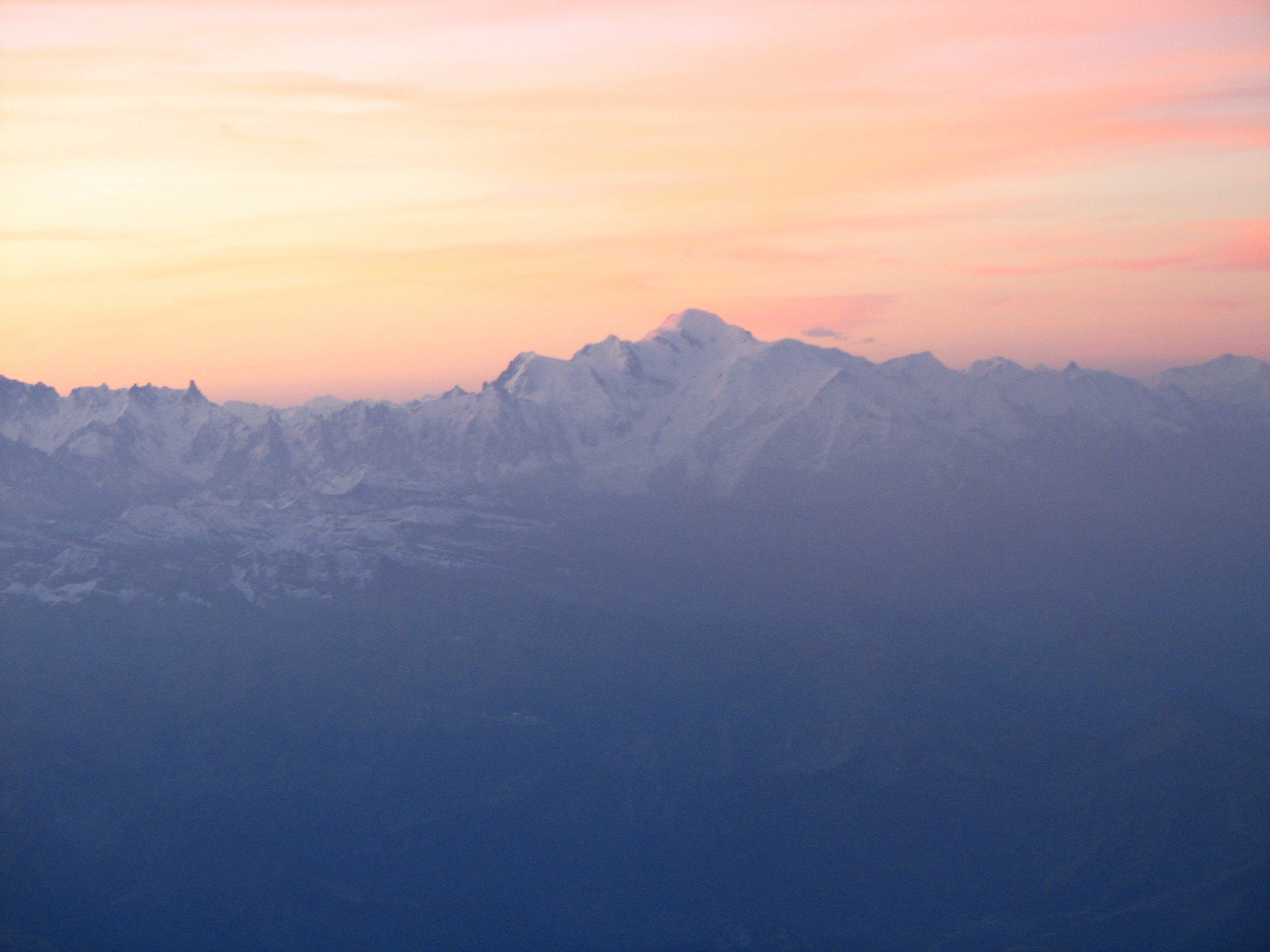
Die zentrale Mont-Blanc-Gruppe von Norden

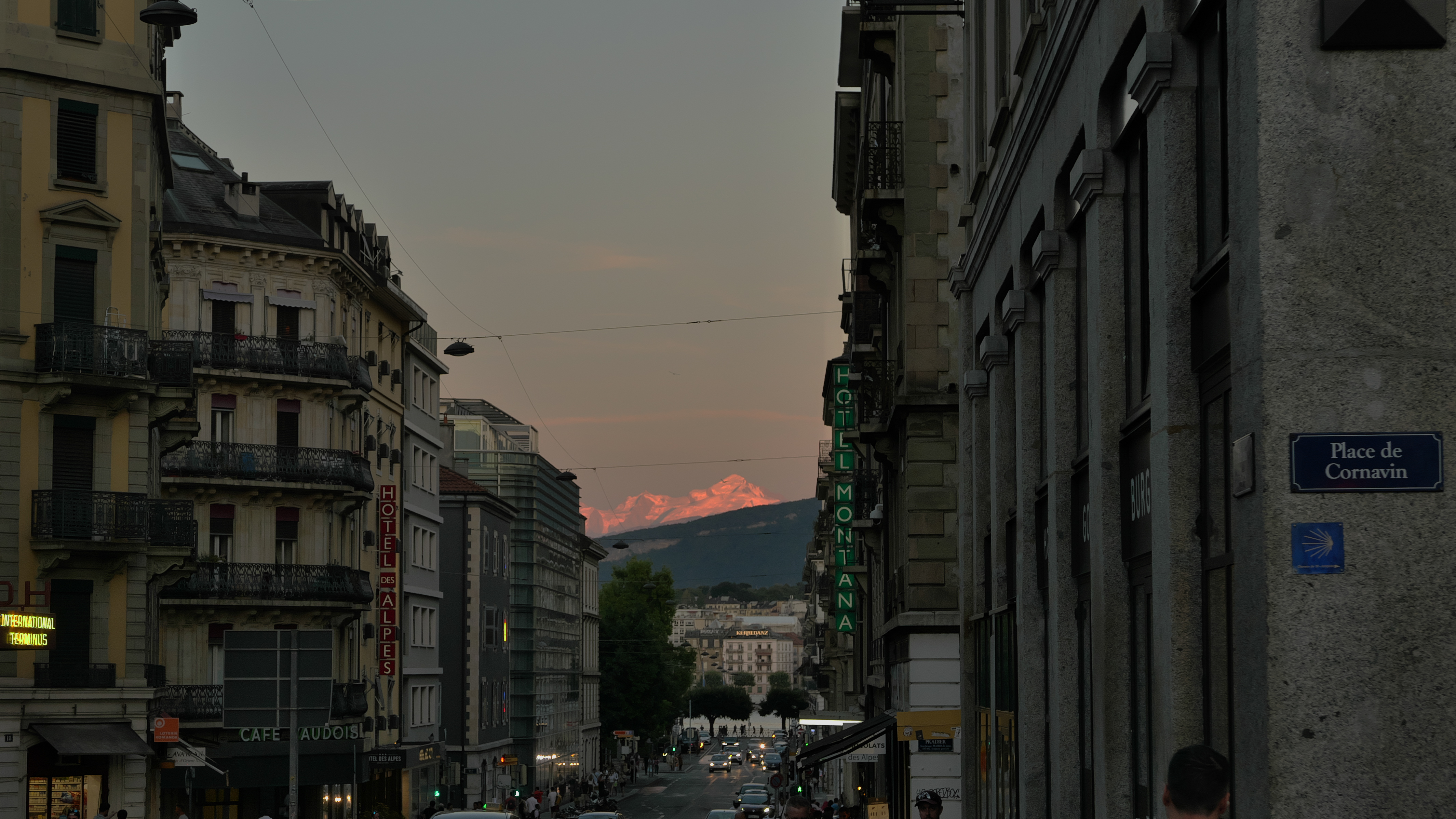
Die vier höchsten Gipfel der Gruppe im Alpenglühen von der Rue des Alpes im 70 Kilometer entfernten Genf aus gesehen. Direkt vor dem Mont Blanc der Dôme du Goûter, links davon der Mont Maudit und rechts von der Hausfassade halb verdeckt der Mont Blanc du Tacul.

7. Aiguille Blanche de Peutérey (4112 m)
8. Aiguille de Bionnassay (4052 m)
9. Dôme de Rochefort (4015 m)
10. Dent du Géant/Dente del Gigante (4013 m)
11. Les Droites (4000 m)
12. Mont Mallet (3989 m)
13. Aiguille de Trélatête (3930 m)
14. Aiguille d’Argentière (3898 m)
15. Aiguille du Midi (3842 m)
16. Grand Capucin (3838 m)
17. Mont Dolent (3820 m)
18. Aiguilles des Glaciers (3817 m)
19. Aiguille Noire de Peutérey (3773 m)
20. Aiguille du Dru (3754 m)
21. Aiguille de l’A Neuve (3753 m)
22. Dômes de Miage (3673 m)
23. Aiguille de Blaitière (3522 m)

## Sonstiges
Am 30. Juli 1921 landete der schweizerisch-französische Aviatikpionier François Durafour mit seiner Caudron G-III auf dem Dôme du Goûter im Montblanc-Massiv.
Im Mont-Blanc-Massiv ereigneten sich Mitte des 20. Jahrhunderts zwei schwere Flugunfälle: Am 3. November 1950 kollidierte bei Air-India-Flug 245 eine Lockheed L-749 Constellation, die den Namen „Malabar Princess“ trug, mit dem Montblanc-Vorgipfel Rochers de la Tournette. Alle 48 Passagiere starben. Über 15 Jahre später prallte am 24. Januar 1966 eine Boeing 707 erneut der Air India bei Flug 101 knapp unterhalb des Gipfels gegen das Gebirgsmassiv. Alle 106 Passagiere an Bord, unter ihnen der indische Kernphysiker Homi Jehangir Bhabha, sowie die 11 Besatzungsmitglieder kamen ums Leben. Auch Jahrzehnte nach diesen Unfällen werden am Glacier des Bossons immer noch Funde gemacht, die von diesen beiden Unglücksfällen stammen (für Details siehe dort).
Darüber hinaus hat insbesondere der Flugunfall von 1950 immer wieder mediale Rezeption erfahren:
- Der Roman „Der Berg der Versuchung“ von Henri Troyat, der wiederum Grundlage für den US-amerikanischen Spielfilm „Der Berg der Versuchung“ aus dem Jahr 1956 mit Spencer Tracy und Robert Wagner wurde, basiert auf den Ereignissen dieses Absturzes.
- Im Film „Die fabelhafte Welt der Amélie“ aus dem Jahr 2001 liest die Titelfigur Amélie einen Zeitungsbericht über Bergsteiger, die zufällig auf dem Mont Blanc einen Postsack entdecken und dabei feststellen, dass er von dem Flugunfall der „Malabar Princess“ vor über 40 Jahren stammt. Diese Schlagzeile bewegt sie, die einsame Concierge ihres Hauses durch einen gefälschten Liebesbrief ihres verschollenen Ehemannes glücklich zu machen, der sich angeblich in diesem Postsack befunden habe und ihr somit erst jetzt nach mehr als vier Jahrzehnten zugestellt werden konnte.
- Der französische Spielfilm „Malabar Princess“ aus dem Jahr 2004 handelt von einem Jungen, dessen Mutter auf der Suche nach dem Flugzeugwrack der „Malabar Princess“ in den französischen Alpen verschwunden ist und der sich fünf Jahre später auf die Suche nach ihr macht.[11][12]